# Jan Pekelder
Jan Pekelder (Rotterdam, 1956) is een Nederlands taalkundige en emeritus hoogleraar.

## Onderzoeksgebied
Zijn expertise ligt voornamelijk op het gebied van de synchrone en de contrastieve syntaxis, alsmede de methodologie van het syntactisch onderzoek. Zijdelings heeft hij zich beziggehouden met de didactiek van het Nederlands als vreemde taal. Sinds enkele jaren wijdt hij zich aan de popularisering van de taalwetenschap.

## Leven en werk
Jan Pekelder studeerde Algemene Taalwetenschap in Parijs, Nederlandse en Franse Taal- en Letterkunde in Leiden en Algemene Taalwetenschap en Franse Taalkunde in Straatsburg. In 1992 promoveerde hij aan de UClouvain (België). In 1999 habiliteerde hij aan de Sorbonne waar hij van 2000 tot 2022 het ambt van gewoon hoogleraar in de synchrone taalkunde uitoefende. Tussen 2008 en 2020 was hij tevens hoogleraar taalkunde aan de Karelsuniversiteit te Praag. Sinds 2023 bekleedt hij aldaar de functie van gasthoogleraar. Eerder vervulde hij gasthoogleraarschappen aan diverse universiteiten in Europa en in Indonesië. Hij publiceerde verscheidene boeken en artikelen op het gebied van de syntaxis en de vreemdetalendidactiek. In 2020 deed hij zijn eerste populair-wetenschappelijke boek het licht zien. Het werd genomineerd voor de Taalboekenprijs 2021. In 2024 publiceerde hij Verboden Vlaams te spreken. Het werd bekroond met de Prijs van de Orde van den Prince 2025, gewest West-Vlaanderen. Pekelder was van 2003 tot 2006 respectievelijk vice-voorzitter en voorzitter van de Internationale Vereniging voor Neerlandistiek (IVN).

## Selectieve bibliografie
- Beheydt, L. & J. Pekelder (1991), Toetsen en Teksten. Nederlands voor anderstaligen. Tweede reeks. Groningen: Wolters-Noordhoff, 189 pagina's.
- Pekelder, J. (1993), Conventies en functies. Aspecten van binominale woordgroepen in het hedendaagse Nederlands. Bibliothèque des Cahiers de l'Institut de Linguistique de Louvain, nr. 71. Louvain-la-Neuve: Peeters, 245 pagina's.
- Pekelder, J. & M. Guns (1993), Toetsen en Teksten. Nederlands voor anderstaligen. Derde reeks. Groningen: Wolters-Noordhoff, 223 pagina's.
- Pekelder, J. (2002), Décodage et interprétation. Ordres linguistique, iconique et pragmatique en néerlandais contemporain. Bibliothèque des Cahiers de l'Institut de Linguistique de Louvain, nr. 110. Louvain-la-Neuve: Peeters, 297 pagina's.
- Pekelder, J. (2020), Het taaldier mens. Over de oorsprong, de geschiedenis en het gebruik van taal. Utrecht: Lias, 176 pagina's.
- Pekelder, J. (2024), Verboden Vlaams te spreken. Het verhaal van een Nederlandse streektaal in Frankrijk. Amsterdam: Lias, 224 pagina's.